# Цетлин, Михаил Львович
Михаил Львович Цетлин (1924—1966) — советский математик. Крупный учёный и выдающийся инженер, много сделавший в таких разных областях, как математика, физика, биология и медицина. Открыл новое продуктивное научное направление — коллективное поведение автоматов.

## Биография
Сын Льва Соломоновича Цетлина, меньшевика, главы Московского комитета РСДРП в 1902—1903 годах, делегата II съезда партии, впоследствии редактора и переводчика. Мать — Елизавета Моисеевна Гамбург. Племянник социал-демократа и литератора Б. С. Цетлина (Батурского).
По окончании 540-й московской школы поступил на физический факультет МГУ. В ноябре 1941 года вместе с родителями эвакуирован в Среднюю Азию, где до июня 1942 года работал дежурным электриком поселковой электростанции. В июне 1942 года призван в армию, и в феврале 1943 года направлен на фронт, где служил сначала в разведке стрелкового полка, а в конце войны — башенным стрелком танка Т-34.. После войны служил переводчиком, секретарём Военного трибунала. Демобилизован в 1947 году.
В 1953 году закончил физический факультет МГУ.
Работал на Московском заводе радиотехнической аппаратуры контролёром ОТК, а через несколько месяцев — главным конструктором (1953—1956). С 1957 года — сотрудник Института прикладной математики АН СССР и Института биофизики АН СССР.
В 1958 году защитил кандидатскую диссертацию по теме: «Матричный метод синтеза схем и некоторые его приложения».
В 1961/62 учебном году совместно с В. И. Варшавским, В. С. Гурфинкелем и др. организовал в первую в СССР зимнюю школу-семинар по теории автоматов и распознаванию образов.
Основные достижения показал в теории игр, теории автоматов (проблемы целесообразного поведения автоматов, формулировка иерархического принципа построения сложных систем), информатике, физиологии, математических методах биологии.
Совместно с И. М. Гельфандом разработал метод нелокального поиска, названный ими «методом оврагов».
Умер 30 мая 1966 годапосле внезапной двухнедельной болезни. Похоронен на 5-м участке кладбища Донского монастыря в Москве.

### Работы по применению математических методов в биологии
C конца 1950-х годов совместно со своим учителем И. М. Гельфандом добился успехов в сфере биологии (биокибернетика), а вскоре и медицины (медицинская кибернетика). В 1957 году Гельфанд и Цетлин организовали междисциплинарный математико-физиологический семинар, который собирался в помещении Института нейрохирургии им. Н. Н. Бурденко АМН СССР до 1961 года. Медицинской частью семинара руководил В. С. Гурфинкель. Основной тематикой семинара стала физиология сердца, нейрофизиология моторно-двигательного аппарата (движений). В 1960 году И. М. Гельфандом и директором Института биофизики АН СССР (ИБФ РАН) Г. М. Франком было решено создать постоянный междисциплинарный отдел на основе участников семинара. Этот отдел — впоследствии Межфакультетская лаборатория математических методов в биологии МГУ — был организован весной 1961 года, и помимо Гельфанда и Цетлина с математической стороны, в него вошли В. С. Гурфинкель и М. Л. Шик с медицинской стороны.

### Авторские свидетельства
- Способы биометрического управления механизмами и устройствами. Изобр. Авторское свидетельство № 110657 с приоритетом от 18.06.1958 г. // Бюллетень изобретений. Вып. 1 (совм. с В. С. Гурфинкелем и др.)
- Способ рентгенографии сердца. Изобр. Авторское свидетельство № 123634 с приоритетом от 23.02.1959 г. // Бюллетень изобретений. Вып. 21 (совм. с В. С. Гурфинкелем и др.)
- Способ забора крови из полостей сердца и крупных сосудов. Изобр. Авторское свидетельство № 136011 с приоритетом от 22.04.1960 г. // Бюллетень изобретений. Вып. 4 (совм. с В. С. Гурфинкелем и др.)
- Способ и прибор для диагностики ишемии сердца. Изобр. (совм. с Ю. А. Азаровым, В. С. Гурфинкелем), 1966

## Семья
- Жена — Сага-Сильвия Александровна Павлова[9] (1925—2016), доктор химических наук, заведующая лаборатории химии полимеров Института элементоорганических соединений имени А. Н. Несмеянова РАН. Соавтор монографии «Термический анализ органических и высокомолекулярных соединений»[10]
  - Дочь — Ольга Михайловна Цетлин (род. 6.02.1955)
  - Дочь — Елизавета Михайловна Цетлина (род. 23.09.1957)
- Сестра — Александра Львовна[11] (1919—1972), замужем за Кивой Белкиным[12].
- Брат — Борис Львович Цетлин (1921—2005), доктор химических наук (1970), профессор (1979), лауреат Государственной премии СССР, главный научный сотрудник Института элементоорганических соединений имени А. Н. Несмеянова РАН и ФГУП «Центральный научно-исследовательский институт хлопчатобумажной промышленности»[13][14]. У него два сына: Михаил и Александр.

## Сборник работ
Цетлин М. Л. Исследования по теории автоматов и моделированию биологических систем. — М.: Наука, 1969. — 316 с. (перевод на английский — Automation theory and modeling of biological systems. Academic Press; 1973.